# Adolf Starzec
Adolf Starzec (ur. 28 sierpnia 1909 w Żukowicach Starych, zm. 4 grudnia 1997 w Warszawie) – polski działacz komunistyczny, pułkownik ludowego Wojska Polskiego.

## Życiorys
Szkołę podstawową ukończył w rodzinnej wsi, następnie uczęszczał do I Gimnazjum im. Kazimierza Brodzińskiego w Tarnowie. Po niezdanym egzaminie maturalnym przeniósł się do Krakowa, gdzie został przyjęty w 1929 do Wyższego Studium Handlowego (WSH) jako wolny słuchacz. Po zdaniu w 1930 eksternistycznie matury w I Państwowym Gimnazjum im. Bartłomieja Nowodworskiego w Krakowie, rozpoczął studia na Wydziale Prawa Uniwersytetu Jagiellońskiego, kontynuując jednocześnie naukę w Wyższym Studium Handlowym na kierunku ogólnohandlowym. W czasie studiów związał się z Polską Akademicką Młodzieżą Ludową, Związkiem Młodzieży Wiejskiej Znicz, a następnie z Organizacją Niezależnej Młodzieży Ludowej Orka, oraz Niezależnym Związkiem Akademickiej Młodzieży Socjalistycznej Życie. Był współzałożycielem i członkiem zarządu Spółki Wydawniczej Chłopska Książka, która w l. 1931–2 wydawała tygodnik Chłopska Przyszłość. Pełnił funkcję jednego z redaktorów odpowiedzialnych tygodnika i uczestniczył w zakładaniu kół periodyku. Za swoją działalność był w 1932 przetrzymywany przez dwa miesiące (luty–kwiecień) w więzieniu w Tarnowie. W tym samym roku przerwał studia na UJ.  Wszedł w skład Naczelnego Komitetu Organizacyjnego Zjednoczenia Chłopsko-Robotniczego Przyszłość. Po uzyskaniu absolutorium w Wyższym Studium Handlowym odbył roczną służbę wojskową (sierpień 1932 – wrzesień 1933). Od grudnia 1933 należał do Komunistycznego Związku Młodzieży Polski, a w lutym 1934 został wybrany sekretarzem Komitetu Miejskiego Komunistycznej Partii Polski w Krakowie i członkiem egzekutywy Komitetu Okręgowego KPP Kraków. Aresztowany ponownie 16 IV 1934 został osadzony w więzieniu św. Michała w Krakowie. 4 sierpnia 1935 Sąd Okręgowy w Krakowie skazał go na sześć lat i jeden miesiąc pozbawienia wolności. W  roku 1936 wyrok skrócono o dwa lata na mocy amnestii. Starzec przebywał w więzieniu Bastion przy ul. Kamiennej w Krakowie, a od 1937 w zakładzie karnym w Tarnowie. Na wolność wyszedł 16 maja 1938. Nie mogąc znaleźć stałego zatrudnienia, pracował jako robotnik drogowy, dozorca i pomocnik murarski, rozwoził też pieczywo; działał jako członek zarządu Związku Zawodowego Robotników Budowlanych.
Po wybuchu drugiej wojny światowej, we wrześniu 1939, uciekając na wschód zatrzymał się w Uściługu, gdzie po wkroczeniu Armii Czerwonej został zastępcą komendanta lokalnej milicji (wrzesień–grudzień 1939). Pod koniec grudnia 1939 wyjechał dobrowolnie do obwodu wołogodzkiego i pracował tam przez rok jako robotnik leśny. Od sierpnia 1941 do października 1943 służył w batalionach pracy Armii Czerwonej. Następnie walczył kolejno w I Korpusie Polskim i II Armii WP, w której od września 1944 do marca 1945 pełnił funkcję zastępcy dowódcy 15 pułku piechoty do spraw  polityczno-wychowawczych; szlak bojowy zakończył w Dreźnie.
Od września 1945 pracował w Polskiej Misji Repatriacyjnej w brytyjskiej strefie okupacyjnej w Niemczech. W maju 1946 odszedł ze służby na własną prośbę i wrócił do kraju, gdzie został instruktorem w Wydziale Organizacyjnym KC Polskiej Partii Robotniczej. Od listopada 1947 do grudnia 1948 był drugim sekretarzem Komitetu Wojewódzkiego PPR w Krakowie; brał udział jako delegat w II Zjeździe PPR (14 XII 1948) i w I Zjeździe PZPR (15–21 XII 1948). W pierwszych miesiącach (styczeń–maj) 1949 był starszym instruktorem Wydziału Organizacyjnego KC PZPR, potem został prezesem Zarządu Głównego Robotniczej Spółdzielni Wydawniczej Prasa. W latach 1950–1951 pełnił funkcję zastępcy kierownika Ośrodka Szkolenia Partyjnego KC PZPR w Warszawie. W 1951 roku wrócił do służby wojskowej jako sekretarz Komisji Kontroli Partyjnej WP (funkcję tę pełnił do 1970). Od 1954 był członkiem Centralnej Komisji Kontroli Partyjnej PZPR (do  1968).
W latach 1959–1961 uczył się w Studium Zaocznym Wydziału Prawa Uniwersytetu Warszawskiego i uzyskał magisterium prawa na podstawie rozprawy napisanej pod kierunkiem Henryka Świątkowskiego Organizacja pracy i wynagrodzenia za pracę w rolniczych spółdzielniach produkcyjnych. 3 lutego 1973 przeszedł na emeryturę wojskową w stopniu pułkownika.
W następnych latach pracował w Urzędzie do Spraw Kombatantów na stanowisku starszego radcy prawnego (do maja 1976) oraz działał w Zarządzie Głównym ZBoWiD, a także w Lidze Obrony Kraju (koło Warszawa Powiśle, gdzie od 1977 był wiceprezesem). Od 1990 działał w Związek Kombatantów RP i Byłych Więźniów Politycznych. Pochowany został na Cmentarzu Wojskowym na Powązkach w Warszawie (kwatera A-7-14).

## Wybrane odznaczenia
- Order Krzyża Grunwaldu III kl. (1946)
- Krzyżem Komandorskim Orderu Odrodzenia Polski (1968)
- Orderem Sztandaru Pracy I klasy (1971)
- Order Wojny Ojczyźnianej I stopnia (ZSRR, 1971)